# Circomphalus
Genre
Circomphalus est un genre de mollusques bivalves de la famille des Veneridae qui sont appelés communément vénus.

## Liste des espèces
Selon World Register of Marine Species (1 juin 2016) :
- Circomphalus foliaceolamellosus (Dillwyn, 1817)
- Circomphalus hiraseanus (Kuroda, 1930)

Selon ITIS (1 juin 2016) :
- Circomphalus callimorphus (Dall, 1902)
- Circomphalus casina (Linnaeus, 1758)
- Circomphalus fordi (Yates, 1890)
- Circomphalus strigillinus (Dall, 1902)